# Йоганнес Ган
Йоганнес Ган (нім. Johannes Hahn; нар. 2 грудня 1957, Відень, Австрія) — австрійський та європейський політичний діяч, член Австрійської народної партії.

## Освіта
У 1975 році закінчив середню школу. Ган навчався у Віденському університеті, де отримав ступінь доктора філософії в 1987 році.

### Мови
Окрім рідної німецької, вільно володіє англійською мовою.

## Професійна кар'єра
1985-1987 — працівник Федерації австрійської промисловості.
1987-1989 — Генеральний секретар австрійської Асоціації менеджерів.
1989-1992 — управлінські функції у різних областях промисловості Австрії.
1992-1997 — виконавчий директор Австрійської народної партії у Відні.
1997-2003 — член правління, потім Генеральний директор компанії Novomatic AG.

## Політика
Почав свою політичну кар'єру в молодіжній організації Австрійської народної партії, де він був головою Віденської групи з 1980 по 1985 рік.
1996-2003 — член Регіональної ради Відня.
2003-2007 — член Регіонального уряду Відня.
Січень 2007 — січень 2010 — Федеральний міністр з науки та досліджень.
Грудень 2008 — січень 2009 — Федеральний міністр юстиції.
2010–2014 — європейський комісар з питань регіональної політики.
2014–2019 — комісар з питань розширення та політики добросусідства.
З 2019 – комісар з питань бюджету й адміністрації.
Підтримує євроатлантичні прагнення України та визнає значний прогрес у цьому процесі за останні роки. Утім критикує українську владу за провал у виконанні нею власних обіцянок.
24 листопада 2016 року Йоганесс Ган поставив свій підпис під Угодою про фінансування Антикорупційної ініціативи Європейського Союзу в Україні. З української сторони підписала віце-прем'єр-міністр з питань європейської та євроатлантичної інтеграції Іванна Климпуш-Цинцадзе.

## Родина
Одружений, має сина 1988 року народження.